# كارين كنور سيتينا
كارين كنور سيتينا (بالانجليزى: Karin Knorr Cetina) عالمة اجتماع وأستاذة جامعية من النمسا.

## سيرة ذاتية
درست كنور سيتينا في جامعة فيينا وحصلت على درجة الدكتوراه في الأنثروبولوجيا الثقافية.
ركز بحث أطروحتها على التحليل البنيوي للأدب الشفهي. حولت تركيزها نحو علم الاجتماع لأنها وجدت أن الأنثروبولوجيا الثقافية حينها كانت مركزة للغاية على الاهتمامات التاريخية، بينما كانت «كنور سيتينا» أكثر اهتمامًا بالظواهر الاجتماعية المعاصرة.

## الأعمال
يركز بحث كنور سيتينا على نظرية المعرفة والبناء الاجتماعي على وجه الخصوص، حيث طورت في الآونة الأخيرة مفهوم الثقافات المعرفية. أصبحت مهتمة «بالدراسات الاجتماعية للتمويل». إلى جانب كل من برونو لاتور وستيف وولجار. تعد واحدة من أكثر مؤلفي «الدراسات الاجتماعية للعلوم» أو علم اجتماع العلوم تأثيرًا. أنتجت خلال سنوات عملها كأستاذة في جامعة بيليفيلد كتابها الذي تم الاستشهاد به على نطاق واسع: الثقافات المعرفية: كيف تجعل العلوم المعرفة، نُشر في عام 1999. عملت كنور-سيتينا على فهم كيفية تأثير التكنولوجيا على المجتمع. وهو ما ناقشته في مقالتها «التواصل الاجتماعي مع الأشياء: العلاقات الاجتماعية في مجتمعات المعرفة ما بعد الاجتماعية»(1997) 

## الجوائز
- 2009 جائزة جون ديزموند برنال من جمعية الدراسات الاجتماعية للعلوم.
- الدكتوراه الفخرية من جامعة لوسيرن 2005.[4]